# Ягодный (Руднянский район)
Ягодный — хутор в Руднянском районе Волгоградской области, в составе Осичковского сельского поселения. 
Население — 62 (2010)

## История
Хутор Ягодный (Ново-Александровский) впервые упоминается в Списке населенных пунктов Лемешкинского района Сталинградской области на 14 июня 1945 года. В 1959 году в связи с упразднением Лемешкинского района передано в состав Руднянского района

## Население
Динамика численности населения
| 1987 | 2002 |
| ---- | ---- |
| ≈80  | 83   |

| 2010 |
| ---- |
| 62   |